# Sigrid Liede
Sigrid Liede-Schumann (* 1957 als Sigrid Liede) ist eine deutsche Botanikerin und Hochschullehrerin. Sie ist Leiterin des Lehrstuhls für Pflanzensystematik Arbeitsgruppe Angiospermen an der Universität Bayreuth.

## Werdegang
1979 schloss sie ihr Studium der Biochemie an der Universität Tübingen ab. 1983 folgte eine Master in Biologie (Angewandte Botanik und Mikrobiologie) an der Universität Hamburg ab. 1988 promovierte sie in Botanik an derselben Universität. 1996 folgte die Promotion an der Universität Ulm.
Ihr botanisches Kürzel ist Liede.

## Publikationen (Auswahl)
- Sigrid Liede, Ulrich Meve: A new species of Sarcostemma (Asclepiadaceae) from Malawi. In: Novon. 2(3), 1992, S. 223–226.
- F. Albers, Sigrid Liede, Ulrich Meve: Deviating chromosome numbers in Asclepiadaceae. In: Nordic J. Bot. 13(1), 1993, S. 37–39.
- Sigrid Liede, Ulrich Meve: Towards an understanding of the S. viminale (Asclepiadaceae) complex. In: Bot. J. Linn. Soc. 112, 1993, S. 1–15.
- Sigrid Liede, Ulrich Meve, P. G. Mahlberg: On the position of the genus Karimbolea Descoings. In: Amer. J. Botany. 80(2), 1993, S. 215–221.
- H. Kunze, Ulrich Meve, Sigrid Liede: Cibirhiza albersiana, va new species of Asclepiadaceae,and establishment of the tribe Fockeeae. In: Taxon. 43 (3), 1994, S. 367–376.
- Sigrid Liede, Ulrich Meve: A new species of Tylophoropsis (Asclepiadaceae), and notes on the genus. In: Kew Bull. 49 (4), 1994, S. 749–756.
- Ulrich Meve, Sigrid Liede: Cynanchum crassipedicellatum (Asclepiadaceae), a new and unusual succulent from Madagascar. In: Novon. 4 (3), 1994, S. 276–279.
- Ulrich Meve, Sigrid Liede: Pollination in Stapeliads - new results and a literature review. In: Plant Systematics and Evolution. 192, 1994, S. 99–116.
- Ulrich Meve, Sigrid Liede: A conspectus of Ceropegia L. (Asclepiadaceae) in Madagascar, and the establishment of C. sect. Dimorpha. In: Phyton (Horn). Band 34, Nr. 1, 1994, S. 131–141 (englisch, zobodat.at [PDF; 2,5 MB; abgerufen am 20. April 2023]).
- Sigrid Liede, Ulrich Meve: The genus Sarcostemma in Madagascar. In: Bot. J. Linn. Soc. 118, 1995, S. 37–51.
- Sigrid Liede, Ulrich Meve: The circumscription of the genus Karimbolea Descoings. In: Brittonia. 48(4), 1996, S. 501–507.
- Sigrid Liede, Ulrich Meve: Two new species and one new combination in leafless Malagasy Cynanchum (Asclepiadaceae). In: Novon. 6(1), 1996, S. 59–63.
- Ulrich Meve, Sigrid Liede: Sarcostemma R.Br. (Asclepiadaceae) in East Africa and Arabia. In: Bot. J. Linn. Soc. 120 (1), 1996, S. 21–36.
- Ulrich Meve, Sigrid Liede: A new species from Ethiopia and an interesting disjunction in Tylophora (Asclepiadaceae). In: Edinburgh J. of Botany. 53(3), 1996, S. 323–329.
- Sigrid Liede, Ulrich Meve: Some clarifications, new species and new combinations in American Cynanchum. In: Novon. 7 (1), 1997, S. 38–45.
- Ulrich Meve, Sigrid Liede: Sarcostemma antsiranense, a new species from Madagascar. In: Kew Bulletin. 52(2), 1997, S. 491–494.
- Ulrich Meve, Sigrid Liede: The Asclepiadoideae and Periplocoideae (Apocynaceae s.l.) of the Thunberg herbarium. In: Nordic J. Bot. 19, 1999, S. 129–138.
- Sigrid Liede, Ulrich Meve: New combinations and new names in Malagasy (Asclepiadoideae (Apocynaceae). In: Bull. Mus. natl. Hist. nat. Paris, sect. B, Adansonia, sér. 3, 23 (2), 2001, S. 347–351.
- Sigrid Liede, Ulrich Meve: Taxonomic changes in American Metastelmatinae (Apocynaceae - Asclepiadoideae). In: Novon. 11, 2001, S. 171–182.
- Ulrich Meve, Sigrid Liede: Reconsideration of the status of Lavrania, Larryleachia and Notechidnopsis (Asclepiadoideae-Ceropegieae). In: S. Afr. J. Bot. 67, 2001, S. 161–168.
- Ulrich Meve, Sigrid Liede: Inclusion of Tenaris and Macropetalum in Brachystelma (Apocynaceae-Asclepiadoideae-Ceropegieae) inferred from non-coding nuclear and chloroplast DNA sequences. In: Plant Systematics and Evolution. 228, 2001, S. 89–105.
- Ulrich Meve, P. S. Masinde, U. Sentner, Sigrid Liede: RAPD analysis and taxonomic reconsideration of the Ceropegia aristolochioides complex (Apocynaceae - Ceropegieae). In: Plant Biology. 3, 2001, S. 622–628.
- Sigrid Liede, Ulrich Meve: Dissolution of Cynanchum sect. Macbridea (Apocynaceae - Asclepiadoideae). In: Nordic J. Bot. 22 (5), 2002, S. 579–591.
- Sigrid Liede, Ulrich Meve, A. Täuber: What is the subtribe Glossonematinae (Apocynaceae - Asclepiadoideae)? - A phylogenetic study based on cpDNA spacer. In: Bot. J. Linn. Soc. 139, 2002, S. 145–158.
- Ulrich Meve, Sigrid Liede: Floristic exchange between mainland Africa and Madagascar: A case study of Apocynaceae - Asclepiadoideae. In: J. of Biogeography. 29, 2002, S. 865–873.
- Ulrich Meve, Sigrid Liede: A molecular phylogeny and generic rearrangement of the stapelioid Ceropegieae (Apocynaceae-Asclepiadoideae). In: Plant Systematics and Evolution. 234, 2002, S. 171–209.
- Ulrich Meve, R. Omlor, Sigrid Liede: A new combination in Tylophora (Apocynaceae,Asclepiadoideae) from the Philippines. In: Systematic and Geography of Plants. 72, 2002, S. 27–32.
- Sigrid Liede, Ulrich Meve: A new combination in Matelea Apocynaceae–Asclepiadoideae. In: Novon. 14, 2004, S. 314.
- Sigrid Liede, Ulrich Meve: Revision of Metastelma (Apocynaceae - Asclepiadoideae) southwestern North and Central America. In: Ann. of the Missouri Botanical Garden. 91 (1), 2004, S. 31–86.
- Ulrich Meve, Sigrid Liede: Generic delimitations in tuberous Periplocoideae from Africa and Madagascar. In: Ann. of Botany. 93, 2004, S. 404–414.
- Ulrich Meve, Sigrid Liede: Subtribal division of Ceropegieae. In: Taxon. 53(1), 2004, S. 61–72.
- Ulrich Meve, Sigrid Liede: Generic delimitations in tuberous Periplocoideae (Apocynaceae) from Africa and Madagascar. In: Ann. of botany. 93 (4), 2004, S. 407–414.
- N. Hassan, Ulrich Meve, Sigrid Liede: Seed coat morphology of Aizoaceae-Sesuvioideae, Gisekiaceae and Molluginaceae, and its systematic significance. In: Botanical J. of the Linnean Soc. 148, 2005, S. 189–206.
- Sigrid Liede, Ulrich Meve: Notes on succulent Cynanchum species in East Africa. In: Novon. 15, 2005, S. 320–324.
- Sigrid Liede, Ulrich Meve: A database and electronic interactive key for the genera of Periplocoideae, Secamonoideae and Asclepiadoideae (Apocynaceae). In: Taxon. 55 (3), 2006, S. 811–812.
- Sigrid Liede, Ulrich Meve: Calciphila, a new genus in African Asclepiadeae (Apocynaceae, Asclepiadoideae), and taxonomic rectifications in Cynanchum. In: Novon. 16 (3), 2006, S. 368–373.
- Ulrich Meve, Sigrid Liede: Ceropegia (Apocynaceae, Asclepiadoideae, Ceropegiinae): paraphyletic, but still taxonomically sound. In: Ann. of the Missouri Botanical Garden. 94, 2007, S. 392–406.
- M. Endress, Sigrid Liede, Ulrich Meve: Advances in Apocynaceae: the enlightenment, an introduction. In: Ann. of the Missouri Botanical Garden. 94 (2), 2007, S. 259–267.
- G. J. Alejandro, Ulrich Meve, Sigrid Liede: Two new species of Mussaenda (Rubiaceae) from Panay. In: Botanical J. of the Linnean Soc. 158, 2008, S. 87–92.
- Sigrid Liede, Ulrich Meve: Nomenclatural novelties and one new species in Orthosia (Apocynaceae, Asclepiadoideae). In: Novon. 18 (2), 2008, S. 202–210.
- D. Wolff, Ulrich Meve, Sigrid Liede: Pollination ecology of Ecuadorian Asclepiadoideae (Apocynaceae). In: Basic & Applied Ecology. 9, 2008, S. 24–34.
- Ulrich Meve, A. Heiduk, Sigrid Liede-Schumann: Origin and early evolution of Ceropegieae (Apocynaceae-Asclepiadoideae). In: Systematics and Biodiversity. 15 (2), 2017, S. 143–155.
- L. Zemagho, Sigrid Liede-Schumann, O. Lachenaud, S. Dessein, B. Sonké: Taxonomic revision of Sabicea subgenus Anisophyllae (Ixoroideae, Rubiaceae) from Tropical Africa, with four new species. In: Phytotaxa. 293, 2017, S. 1–68.

## Ehrungen

### Mitgliedschaften
Laut Lebenslauf:
- American Association of Plant Taxonomists (ASPT)
- Deutsche Botanische Gesellschaft
- Deutscher Hochschulverband Gesellschaft für biologische Systematik
- L'Association pour l'Etude Taxonomique de la Flore de l'Afrique Tropicale (AETFAT)
- International Organization for Succulent Plant Study (IOS)
- The Linnean Society of London